# Xenon(II)-fluorosulfonat
Xenon(II)-fluorosulfonat, Xe(SO3F)2 ist eine chemische Verbindung aus der Gruppe der Fluorosulfonate mit dem Xenon.

## Gewinnung und Darstellung
Die Herstellung des Salzes ist analog zu der von Xenonmonofluoridofluorosulfonat. Hierbei reagiert Xenondifluorid und Fluorsulfonsäure zu Xenon(II)-fluorosulfonat.
{\displaystyle {\ce {XeF2 + 2 HSO3F -> Xe(SO3F)2 + 2 HF}}}

## Eigenschaften
Xenondifluorosulfonat kristallisiert in einem monoklinem Kristallsystem mit der Raumgruppe P21/n (Raumgruppen-Nr. 14, Stellung 2). Die Gitterparameter sind a = 6,706 Å, b = 13,237 Å, c = 7,769 Å und Z = 4.